# Pedro Villagra (actor)
Pedro Luis Villagra Garrido (Chillán, Ñuble, 22 de agosto de 1934-Los Ángeles, Biobío, 3 de septiembre de 2018) fue actor chileno.

## Biografía
Egresado de la Academia de Arte Dramático del Teatro de Ensayo de la Pontificia Universidad Católica de Chile. Estuvo casado con la actriz Violeta Vidaurre y era hermano del actor Nelson Villagra. Tiene un hijo llamado Peyuco Villagra.
Villagra dio sus primeros pasos como actor bajo el alero de los teatros universitarios, primero en Concepción y luego en Santiago, hasta donde llegó a mediados de los 60 para incorporarse al Teatro de Ensayo de la UC. Allí protagonizó La niña en la palomera de Fernando Cuadra (1967), y un año antes Casimiro Vico, primer actor, en la que compartió por primera vez el escenario junto a Violeta Vidaurre, con quien se casó en 1976.
En febrero y marzo de 1971 fue parte del elenco del Tren Popular de la Cultura. En 2016 recibió una pensión de gracia vitalicia por el gobierno de la presidenta Michelle Bachelet.

## Muerte
Falleció en Los Ángeles a causa de una falla multisistémica provocada por la diabetes que padecía, el 3 de septiembre de 2018 a los 84 años. Fue velado en el Centro Cultural Pedro Lagos Marchant de su natal Chillán, ciudad donde están enterrados sus restos.

## Filmografía

### Cine
- El Chacal de Nahueltoro (1969)
- Historias de fútbol (1997)
- Cachimba (2004)
- El tesoro de los caracoles (2004)
- Dawson. Isla 10 (2009)
- La noche enfrente (2012)
- La madre del cordero (2014)

## Televisión
| Año  | Título                  | Papel                | Notas        |
| ---- | ----------------------- | -------------------- | ------------ |
| 1981 | La madrastra            | Gerardo Buendía      | ¿? episodios |
| 1982 | Celos                   | Horacio Buera        | ¿? episodios |
| 1982 | De cara al mañana       | Juan Carrasco        |              |
| 1983 | El juego de la vida     | Facundo Robles       |              |
| 1983 | Las herederas           | Ricardo              |              |
| 1984 | La represa              | Pedro Parra          |              |
| 1984 | La torre 10             | Marcos Osorio        |              |
| 1986 | La dama del balcón      | Cornelio Domenech    |              |
| 1986 | La villa                | Jorge Acuña          |              |
| 1988 | Vivir así               | Pablo                |              |
| 1989 | A la sombra del ángel   | Ismael Montevera     |              |
| 1991 | El milagro de vivir     | Lucas                | ¿? episodios |
| 1991 | Ellas por ellas         | Roberto Cáceres      |              |
| 1993 | Jaque mate              | Leopoldo Gandarillas | ¿? episodios |
| 1994 | Champaña                | —                    | ¿? episodios |
| 1995 | Estúpido cupido         | Eduardo Meza         | ¿? episodios |
| 1996 | Sucupira                | Benjamín Sotomayor   | ¿? episodios |
| 1997 | Rossabella              | Raúl Espina          | ¿? episodios |
| 1997 | Tic tac                 | José María Carmona   |              |
| 2002 | El circo de las Montini | Francisco Cáceres    | ¿? episodios |
| 2004 | Los Pincheira           | Nolasco Benítez      | ¿? episodios |
| 2004 | Tentación               | Claudio Urrutia      |              |

### Series
- El litre 4916 (1967) - Prudencio Romero
- Anakena (1982) - Timoteo Paoa
- La Quintrala (1987) - Pedro Lisperguer Flores
- Crónica de un Hombre Santo (1990) - Empresario
- La patrulla del desierto (1993) - Nicanor Zenteno
- JPT: Justicia Para Todos (2004) - Agustín Inostroza
- Heredia & Asociados (2005) - Padre de Renzo
- La Nany (2005) - Ernesto Pinto
- El día menos pensado (2005) - Mario / Sigilberto Rojas
- La vida es una lotería (2006) - Mediano
- Índigo (2007)
- Paz (2008) - Capitán González
- La tirana (2010) - Hilario
- Vida por vida (2012) - Javier Lemán